# Dorinha Rezende

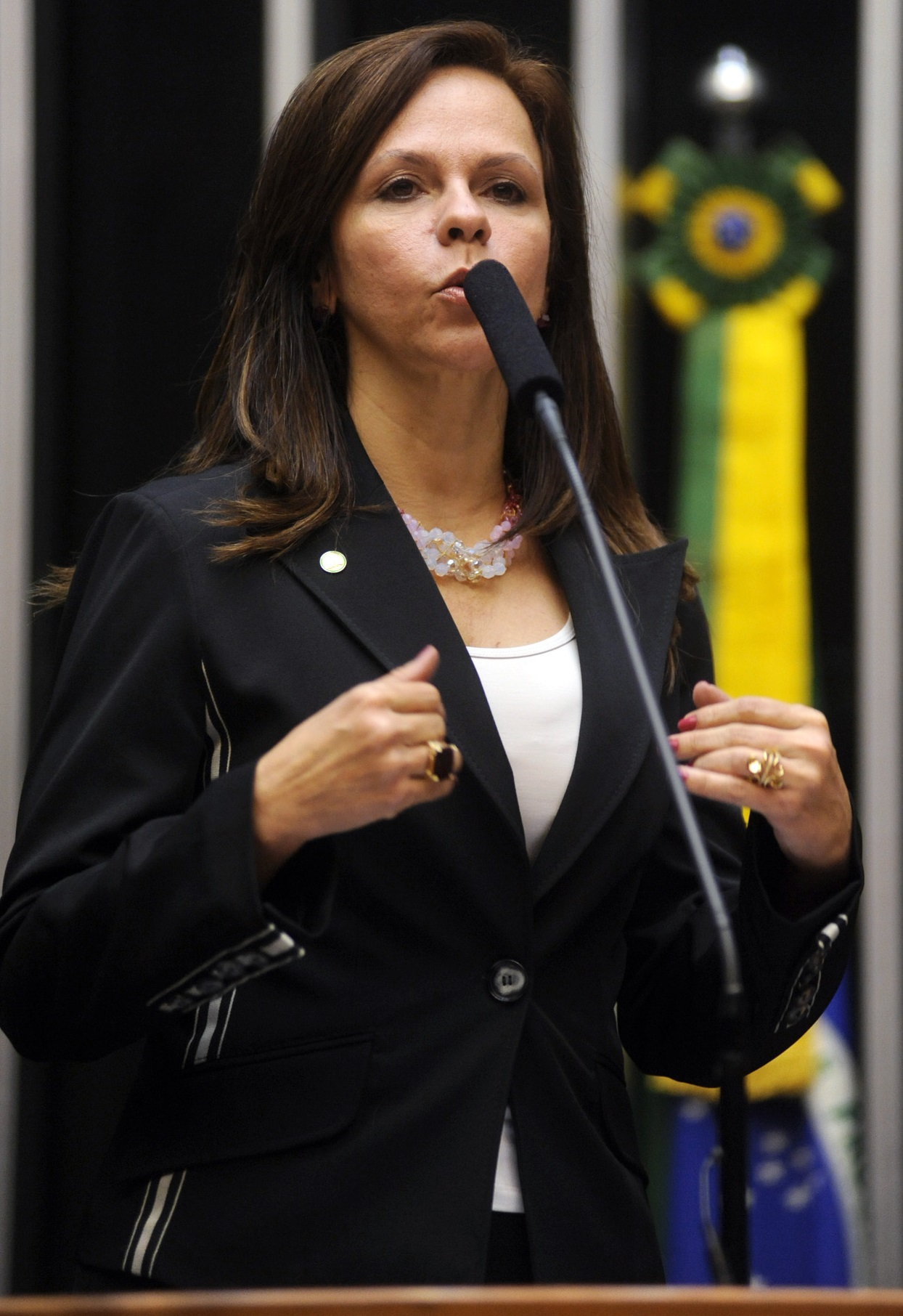
Abgeordnete Dorinha Rezende (2012)

Maria Auxiliadora Seabra Rezende (* 1. Oktober 1964 in Goiânia), bekannt als Professora Dorinha, ist eine brasilianische Politikerin der Partei Democratas.
Auxiliadora (Dorinha) Rezende ist die Tochter von Antônio dos Santos Seabra und Maria Consuêlo Bastos Seabra. Sie graduierte 1987 im Fach Pädagogik an der Universidade de Goiás, spezialisierte sich in Alphabetisierung und schloss 1997 als Magister (mestrado) an der gleichen Universität ab. Sie arbeitete danach als Lehrerin und in verschiedenen Positionen als Koordinatorin im Bildungswesen, so auch als Staatssekretärin für Bildung des Bundesstaates Tocantins.
1995 war sie bei den Democratas eingetreten. Sie wurde für die 54. (2011–2015), 55. (2015–2019) und 56. Legislaturperiode von 2019 bis 2023 als Bundesabgeordnete für Tocantins in die Abgeordnetenkammer des brasilianischen Nationalkongresses gewählt.
Politisch positionierte sie sich, als sie für das Amtsenthebungsverfahren von Dilma Rousseff stimmte und gegen den als PEC 241 bekannt gewordenen Verfassungszusatz „Emenda Constitucional do Teto dos Gastos Públicos“ (Änderung zur Obergrenze für öffentliche Ausgaben). Sie war für die Arbeitsreform 2017 und gegen die Klage vor dem Obersten Bundesgericht gegen den Präsidenten Michel Temer wegen möglicher Korruption.
Rezende wurde 2016 wegen unrechtmäßiger Mittelvergabe ohne ordentliche Ausschreibungen bei der Anschaffung von Schulbüchern vom Obersten Bundesgericht in erster Instanz zu 5 Jahren Gefängnis verurteilt. Sie hatte zwischen Dezember 2002 und Januar 2004 die Position der Staatssekretärin für Bildung in Tocantins inne. In zweiter Instanz in der Berufung wurde sie jedoch freigesprochen, es sei kein kriminelles Handeln erwiesen.